# Drabene i Indonesien 1965-66
I 1960'erne blev Indonesien skueplads for verdens hidtil største udryddelse af medlemmer af et kommunistisk parti. Indonesien var midt i 1960'erne værtsland for verdens tredje største kommunistparti. Sukarno regerede landet med en vigtig støtte fra kommunistpartiet. Midt i den kolde krig grundlagde han sammenslutningen af de ikke-allierede lande. Mere end 500.000 og måske tættere på en million kommunister blev dræbt inden udgangen af 1965. Den højreorienterede oliemagnat Hunt betragtede Sukarnos endelige fald fra præsidentembedet i 1967, som den største sejr for friheden, siden 2. verdenskrig. Ud over de myrdede kommunister og venstreorienterede sympatisører, blev ca. en million personer fængslet. CIA deltog aktivt i myrderierne ved at forsyne militærets dødspatruljer med lister over uønskede personer og formodede kommunister.